# Sušina (Východolabská tabule)
Sušina (259 m n. m.) je vrch v okrese Pardubice Pardubického kraje. Leží asi 1 km jjv. od obce Vápno, na pomezí katastrálních území Vápna a obce Sopřeč.

## Geomorfologické zařazení
Geomorfologicky vrch náleží do celku Východolabská tabule, podcelku Chlumecká tabule a okrsku Dobřenická plošina.